# Воловецька селищна рада
Волове́цька се́лищна ра́да — адміністративно-територіальна одиниця та орган місцевого самоврядування в Воловецькому районі Закарпатської області. Адміністративний центр — селище міського типу Воловець.

## Загальні відомості
Воловецька селищна рада утворена в 1946 році.
- Територія ради: 117,601 км²
- Населення ради: 5 970 осіб (станом на 2001 рік)
- Територією ради протікають річки Вича, Звор.

## Населені пункти
Селищній раді підпорядковані населені пункти:
- смт Воловець
- с. Канора

## Склад ради
Рада складається з 36 депутатів та голови.
- Голова ради: Панасович Василь Васильович
- Секретар ради: Карпишинець Оксана Михайлівна

### Керівний склад попередніх скликань
| Прізвище, ім'я, по батькові | Основні відомості                                                            | Дата обрання | Дата звільнення |
| --------------------------- | ---------------------------------------------------------------------------- | ------------ | --------------- |
| Яремчук Михайло Михайлович  | Селищний голова, 1948 року народження, безпартійний                          | 26.03.2006   | 31.10.2010      |
| Панасович Василь Васильович | Селищний голова, 1964 року народження, освіта вища, член партії Єдиний Центр | 31.10.2010   |                 |

Примітка: таблиця складена за даними сайту Верховної Ради України

### Депутати
За результатами місцевих виборів 2010 року депутатами ради стали:

#### За суб'єктами висування
| Суб'єкт висування           | Кількість обраних депутатів | %    |
| --------------------------- | --------------------------- | ---- |
| Самовисування               | 33                          | 91,7 |
| Народна партія              | 2                           | 5,6  |
| Комуністична партія України | 1                           | 2,8  |

#### За округами
| № округу                    | Прізвище, ім'я, по батькові      | Дата визнання обраним | Освіта             | Партійна приналежність                                                                     | Відомості про обраного депутата                             |
| --------------------------- | -------------------------------- | --------------------- | ------------------ | ------------------------------------------------------------------------------------------ | ----------------------------------------------------------- |
| Комуністична партія України |                                  |                       |                    |                                                                                            |                                                             |
| 19                          | Андрухан Олександр Йосипович     | 01.11.2010            | вища               | член Комуністичної партії України                                                          | Воловецьке рай СТ, комерційний директор                     |
| Народна Партія              |                                  |                       |                    |                                                                                            |                                                             |
| 4                           | Гринчишин Оксана Іванівна        | 01.11.2010            | вища               | позапартійна                                                                               | Районний пенсійний фонд, бухгалтер                          |
| 24                          | Худан Ганна Василівна            | 01.11.2010            | вища               | позапартійна                                                                               | Воловецький Пенсійний фонд, головний бухгалтер              |
| Самовисування               |                                  |                       |                    |                                                                                            |                                                             |
| 1                           | Ряшко Іван Михайлович            | 04.11.2010            | середня спеціальна | член Партії регіонів                                                                       | Воловецька ЦРЛ, фельдшер                                    |
| 2                           | Вербещук Іван Васильович         | 01.11.2010            | вища               | позапартійний                                                                              | Воловецький ГПП, начальник                                  |
| 3                           | Воронич Дмитро Васильович        | 01.11.2010            | вища               | позапартійний                                                                              | тимчасово не працює                                         |
| 5                           | Зозулинець Василь Андрійович     | 01.11.2010            | вища               | член Єдиного Центру                                                                        | Воловецька РДА, начальник відділу РРМА                      |
| 6                           | Гирч Василь Юрійович             | 01.11.2010            | середня спеціальна | позапартійний                                                                              | приватний підприємець                                       |
| 7                           | Бірак Федір Федорович            | 01.11.2010            | середня            | член Партії «ВІДРОДЖЕННЯ»                                                                  | ЕЦК-26, старший електромеханік                              |
| 8                           | Балан Олександр Васильович       | 01.11.2010            | середня спеціальна | член Народної партії                                                                       | приватний підприємець                                       |
| 9                           | Гвоздик Василь Васильович        | 01.11.2010            | середня спеціальна | позапартійний                                                                              | КП ВСЖКГ «Волівчик», головний інженер                       |
| 10                          | Зін Йосип Йосипович              | 01.11.2010            | середня спеціальна | позапартійний                                                                              | УДПС ВДАІ та АТУ Воловецького району, інспектор             |
| 11                          | Созанський Павло Юрійович        | 01.11.2010            | вища               | позапартійний                                                                              | приватний підприємець                                       |
| 12                          | Сличко Іван Васильович           | 01.11.2010            | вища               | позапартійний                                                                              | Воловецька РДА, начальник управління економіки              |
| 13                          | Соловій Євгеній Михайлович       | 01.11.2010            | вища               | позапартійний                                                                              | Воловецька РДА, головний спеціаліст відділу культури        |
| 14                          | В'ячало Мар'яна Михайлівна       | 01.11.2010            | середня спеціальна | позапартійна                                                                               | Воловецька                                                  |
| 15                          | Дребітко Олександр Олександрович | 01.11.2010            | середня спеціальна | член Партії «ВІДРОДЖЕННЯ»                                                                  | тимчасово не працює                                         |
| 16                          | Словенко Михайло Федорович       | 01.11.2010            | середня            | позапартійний                                                                              | «Полімер-техніка», водій                                    |
| 17                          | Дікі Алла Романівна              | 01.11.2010            | середня спеціальна | позапартійна                                                                               | Воловецький дошкільний навчальний заклад № 4, вихователь    |
| 18                          | Бухай Андрій Андрійович          | 01.11.2010            | вища               | позапартійний                                                                              | приватний підприємець                                       |
| 20                          | Карпишинець Оксана Михайлівна    | 01.11.2010            | вища               | позапартійна                                                                               | Воловецький Пенсійний фонд, головний спеціаліст             |
| 21                          | Могіш Михайло Степанович         | 15.11.2010            | вища               | позапартійний                                                                              | ВАТ «Свалявські мінеральні води», начальник                 |
| 22                          | Ковша Тамара Яношівна            | 01.11.2010            | вища               | позапартійна                                                                               | Воловецька селищна рада, касир                              |
| 23                          | Беца Анатолій Іванович           | 01.11.2010            | вища               | член Соціалістичної партії України                                                         | Воловецька РДА, директор Воловецької дитячої школи мистецтв |
| 25                          | Павлишин Василь Іванович         | 01.11.2010            | вища               | член Всеукраїнського об'єднання «Батьківщина»                                              | Свалявський будівельний ліцей, майстер виробничого навчання |
| 26                          | Попелич Михайло Андрійович       | 27.12.2010            | вища               | член Народної партії                                                                       | ТОВ ВТФ «Втормет», комерційний директор                     |
| 27                          | Тичка Віктор Іванович            | 01.11.2010            | вища               | позапартійний                                                                              | ветеринарна лікарня, інспектор ветмедицини                  |
| 28                          | Косач Іван Федорович             | 01.11.2010            | середня спеціальна | позапартійний                                                                              | стадіон «Авангард», директор                                |
| 29                          | Шікут Федір Йосипович            | 01.11.2010            | середня спеціальна | член Політичної партії «Наша Україна»                                                      | Воловецька дільниця електромереж, майстер                   |
| 30                          | Грубер Антон Теодорович          | 01.11.2010            | середня спеціальна | позапартійний                                                                              | приватний підприємець                                       |
| 31                          | Брунцвик Михайло Васильович      | 01.11.2010            | вища               | позапартійний                                                                              | тимчасово не працює                                         |
| 32                          | Мацовка Юрій Федорович           | 01.11.2010            | вища               | позапартійний                                                                              | «Воловецький лісгосп», майстер лісу                         |
| 33                          | Фулитка Михайло Васильович       | 01.11.2010            | середня спеціальна | член Політичної партії «УДАР (Український Демократичний Альянс за Реформи) Віталія Кличка» | приватний підприємець                                       |
| 34                          | Конепуд Юрій Михайлович          | 01.11.2010            | вища               | позапартійний                                                                              | Скотарська загальноосвітня школа, вчитель                   |
| 35                          | Курах Михайло Михайлович         | 01.11.2010            | середня спеціальна | позапартійний                                                                              | ВДВС Воловецького р-ну, ст.державний виконавець             |
| 36                          | Фуцур Василь Юрійович            | 15.11.2010            | середня спеціальна | позапартійний                                                                              | приватний підприємець                                       |